# Salone dell'automobile di Ginevra
Il Salone dell'automobile di Ginevra è stato un salone dell'automobile, che si svolgeva annualmente nel mese di marzo presso il Palexpo di Ginevra dal 1905 al 2024, quando è stata comunicata la decisione di interromperne l'attuazione.
Nella edizione 2017 del Salone circa 700.000 persone hanno visitato l'esposizione, composta da 180 stand.
La novantesima edizione del salone prevista dal 5 al 15 marzo 2020 è stata cancellata per la pandemia di COVID-19, riprendendo poi nel 2024.

## Storia
Prima di subire una lunga interruzione a causa dei due conflitti mondiali, il salone aprì i battenti nel 1905 e la prima vettura presentata fu una Clément-Bayard da 8/9 Hp carburata a petrolio e alcool.

## Principali auto presentate

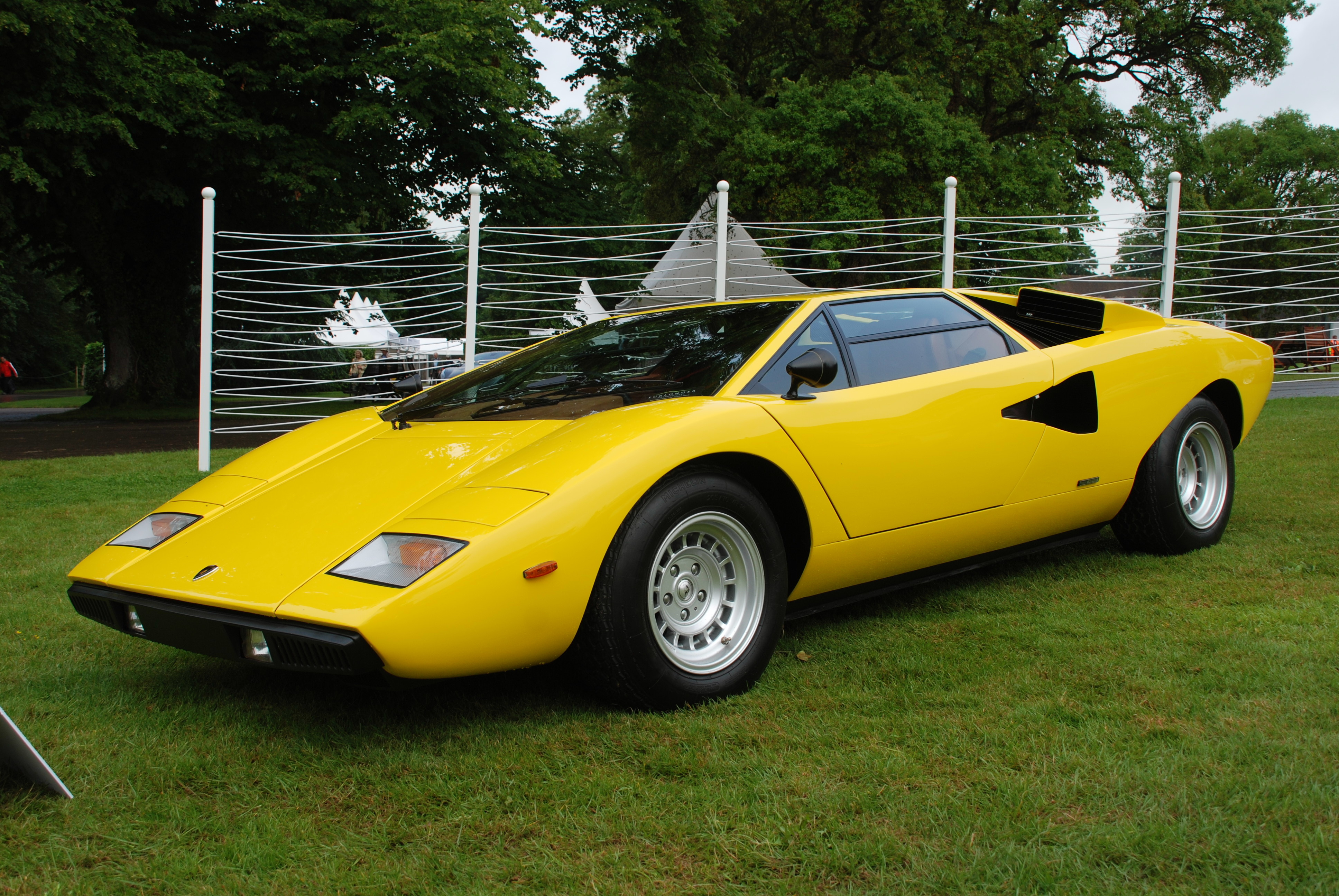
La prima versione della Lamborghini Countach venne presentata a Ginevra nel 1973

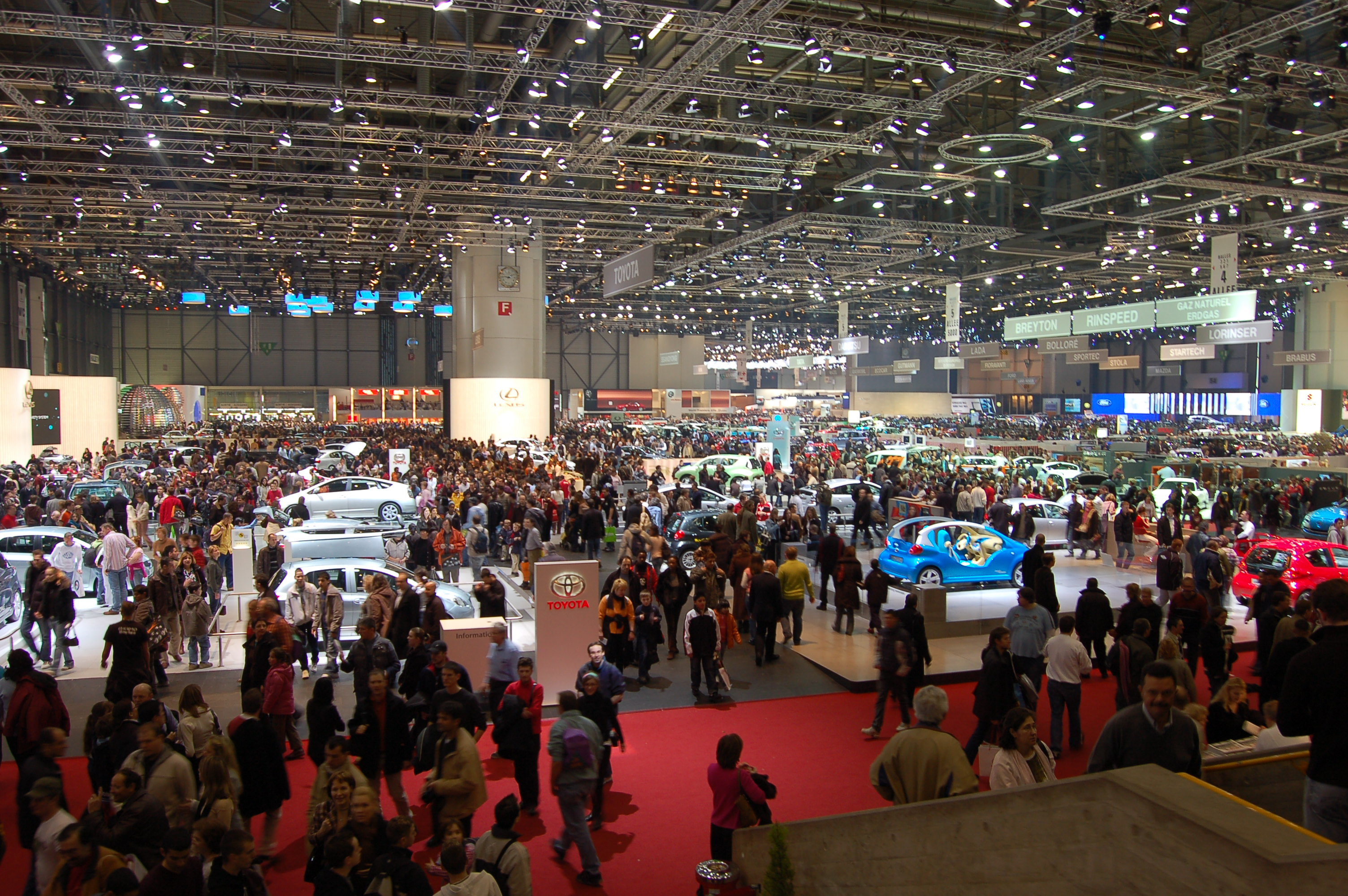
Veduta del salone nel 2006

- Fiat 502 (1924)
- Fiat 509 (1927)
- Alfa Romeo 8C 2300 (1932)
- Fiat 500 "Topolino" (1937)
- Fiat 600 (1955)
- Jaguar E-Type (1961)
- Mercedes Pagoda (1963)
- Ferrari Dino (1965)
- Alfa Romeo Spider (Duetto) (1966)
- Lamborghini Miura (1966)
- Peugeot 504 Coupé (1969)
- Citroën SM (1971)
- Maserati Bora (1971)
- Ford Granada (1972)
- Audi 80 (1973)
- Ford Capri (1973)
- Lamborghini Countach (1973)
- Fiat X1/9 (1973)
- Volkswagen Scirocco I (1973)
- Porsche 928 (1977)
- Fiat Panda (1980)
- Audi quattro (1980)
- Lotus Esprit (1980)
- Bentley Mulsanne (1982)
- Audi 100 (1983)
- Ferrari 288 GTO (1984)
- Autobianchi-Lancia Y10 (1985)
- Volvo 480 (1986)
- Ford Ka (1994)
- Ferrari F355 (1994)
- Lancia Ypsilon (2003)
- SEAT Altea (2004)
- Citroën C6 (2005)
- Porsche 997 (2006)
- Audi A5 (2007)
- Škoda Yeti (2009)
- Audi A1 (2010)
- Porsche Cayenne II (2010)
- Ferrari FF (2011)
- Lamborghini Veneno (2013)
- Ferrari LaFerrari (2013)
- McLaren P1 (2013)
- Lamborghini Huracán (2014)
- Bugatti Chiron (2016)
- Alfa Romeo Giulia (2016)